# Microsema circulitaria
Microsema circulitaria är en fjärilsart som beskrevs av Walker 1863. Microsema circulitaria ingår i släktet Microsema och familjen mätare. Inga underarter finns listade i Catalogue of Life.